# 苗可秀
苗可秀（英語：Nora Miao，1952年2月8日—），本名陳咏嫻，是香港資深演員，以優雅的氣質，多變的演技和寬廣的戲路聞名，活躍於1970至1980年代的電影與電視劇，尤以歷史劇和武俠劇中的角色最為突出。

## 生平
出生和成長在香港，家境優裕。畢業於聖羅撒書院，學業成績名列前茅。
求學時期為前女子學生樂隊「The Mods」（時代客）成員。
影視作品的戲路寬廣，駕馭正反派角色，演出極具存在感。
曾經三奪華僑晚報舉辦的華僑晚報十大明星選舉-十大影劇明星
她是唯一曾經與華人影壇四小龍（李小龍、狄龍、梁小龍、成龍）主演作品擔任女主角的女演員。
1982年完成了由胞兄陳家蓀編劇的《涼茶•馬尾•飛機頭》製片相關工作後，退出電影圈。
後轉為從事服裝店生意，與胞兄陳家蓀成立「靈活廣告製作傳播公司」。
1990年移民加拿大多倫多，曾任職「加拿大中文電台AM1470」節目主持人。

## 背景
苗可秀祖籍廣東南海，出生和成長在香港，家境優裕，曾就讀香港培正小學（幼稚園部）、九龍聖德肋撒英文學校以及畢業於聖羅撒書院（商科），學業成績名列前茅。家中有五兄弟，大哥陳家蓀，二哥陳家寧，四弟陳家榮及五弟陳家旋，她排行第三，是家裡唯一的女孩。因成長環境的原因，形成了她像男孩子般倔強、耿直的性格，比較獨立。小時候曾居住在亞皆老街先施大廈一帶的石屋、何文田山道和喇沙利道。父親是一家英資航空公司的飛機工程師，因父親工作影響，志願是當一名空中小姐，進入電影圈前曾任職美資洋行替工秘書。
求學時期受披頭四浪潮影響，她與幾位志同道合的女生，合組女子學生樂隊「The Mods」（時代客），擔任低音吉他手。並參與星島晚報舉辦的「全港業餘歌唱比賽」，獲得獎項。其後樂隊因有隊員往外地升學而解散。
其後，在1968年無意中參與演出《無線電視》電視劇《夢斷情天》。

## 踏入娛樂圈
十七、八歲時，看到嘉禾招考演員，心想好玩，也和人家一起去試試，當年演話劇都會害羞的心不知那裡去了，也不知向誰借的膽子，放心大膽的就去試，那天中午剛好看見大街上在招演員，當時幾千個人懷著明星夢去考，她穿著新買的裙子，在公園裡照了張相，寄給電影公司，就這樣稀里糊塗地成為了職業演員。
結果共取錄了一男三女，苗可秀正是嘉禾錄取者之一，也是年紀最年輕的一個。
「苗可秀」是金庸為她所取的藝名，「苗」是指「嘉禾」英文名中的Harvest，而這棵幼苗長出來是「秀」的。當時入職片酬為$800。
她亦沒有辜負這個名字，剛出道便受到了公司的力捧，很快當上了女主角，憑武俠片《天龍八將》（嘉禾創業作）、《鬼流星》、《刀不留人》(票房破一百萬）迅速竄紅。還獲封為「嘉禾公主」，更曾被讚美貌勝過林青霞，連日本傳媒也特地來港訪問她。
當年外界對她表現的評價：她驚為天人，有女性之美卻不沾胭脂氣，她端莊高傲，有著卓爾不群的氣質。

### 參演李小龍電影時代
當參演李小龍的電影後，情況有很大的改變，在《唐山大兄》裏第一次與李小龍合演，唯只是客串性質，真正受歡迎及為觀眾記得的是1972年電影《精武門》，苗可秀劇中的戲份不是很多，而且只是文戲及感情戲，但觀眾普遍接受及好評，甚至只可能從精武門中，記得女主角就是苗可秀。後來在1972年電影《猛龍過江》裏，二人再度合作，苗可秀更以時裝姿態示人，同樣大受歡迎。李小龍的電影對苗可秀星運來說影響極大，加上苗與李小龍的關係甚好。被外國傳媒選為「世界十大銀幕情侶」第一位。
但李小龍突然去世的消息，令苗難以置信，或許是因為傷心過度，所以苗曾因此暫時退出娛樂圈好長一段時間。否則二人或有更多好片子流傳後世，而李小龍可算是苗可秀在影視事業裏一個最重要的男子。

### 合約期滿離開嘉禾
李小龍於1973年離世，苗可秀繼續在「嘉禾電影公司」拍電影一段時間，搭檔關德興、洪金寶出演過《黃飛鴻之少林拳》，搭檔許冠傑出演過《綽頭狀元》。
一共為「嘉禾」拍攝了11部作品，五年後約滿後離開，以自由身在港台兩地工作。

### 台灣文藝電影時代
去到1975年左右，苗可秀改往台灣發展，暫脫離武打女星的形象，改為參演一系列的文藝電影，做個感情戲女角，當年的評價也不錯。苗可秀不單轉變戲路成功，更認識她愛情裏另一個的男人，就是當年著名台灣影星柯俊雄，他們曾有一段時間戀愛，可惜卻很快逝去，二人一年多後便分手。

### 參演成龍電影作品與古龍電影作品時代
於1976年被導演羅維召回，參演一套由「羅維電影公司」開拍的電影《新精武門》。《新精武門》也是成龍第一套做主角的武打電影，是演一個無名小子如何與苗可秀一起重建精武門，而苗可秀成為成龍電影裏第一個女主角。苗可秀在《新精武門》裏終有名字，叫苗麗兒，也是陳真的女朋友，負起李小龍以前演的陳真的雙截棍遺物，到台灣重建精武館對抗日本人。劇中的發展不再只是文戲，還加上武打場面和激昂的對白，充份發揮了苗可秀的演技，比起成龍劇中的角色發揮更佳。後來苗可秀於1978年也有參演另一套成龍電影《龍拳》，同時是為觀眾受落，奠定苗可秀在電影的形象。
1977年至1981年之間拍攝了多部古龍電影作品：《楚留香》、《絕不低頭》、《護花鈴》、《夢中劍》、《英雄對英雄》、《玉劍飄香》。

### 毅然加盟麗的電視
她於1978年毅然再向多方面發展，當時在1978年9月左右，當年佳藝電視倒閉，麗的電視正開始受觀眾注意。當年她獲麗的電視邀請加盟，與麗的電視簽了一年電視藝員合約後，所簽的是節目與電視劇藝員合約，所以也有參演「麗的電視」製作的劇集。而她的第一個工作就是主持綜合性節目《花花世界》。《花花世界》原本製作共十三集，因節目大受歡迎，並打破了當時綜合性節目收視舊紀錄，結果合共製作了二十六集。代表作品是家傳戶曉的電視劇《天蠶變》及《天龍訣》飾演女主角獨孤鳳。
1982年完成了由胞兄陳家蓀編劇的《涼茶•馬尾•飛機頭》製片相關工作後，她退出電影圈。繼續從事服裝店生意（1970年代初已於尖沙咀開設時裝店），與胞兄陳家蓀成立「靈活廣告製作傳播公司」。

### 短暫重返台灣及香港電視圈
1980年代中，苗可秀撇除了飾演俠女的元素，以另一種演譯方式在台灣短暫重返電視圈。1985年與黃元申合演台灣華視劇集《飛花逐月》中飾演神醫之女趙幽蘭，得到民間相當高的評價。日後《飛花逐月》更被台灣網上媒體評為八十年代六大台灣武俠劇中的第三位。
1986年，苗可秀獲「亞洲電視」邀請重返香港電視圈，當了兩年劇集演員，主要飾演中國文學及古代歷史角色。第一套電視劇是《柔情點三八》，是極具意義的，劇中是與潘志文演情侶的。
而代表作品是開創華語電視劇里程碑的《滿清十三皇朝》及《歷代奇女子之呂后》，分別飾演孝莊文皇后及呂雉的一生。成功塑造多位經典女性角色。她的電視劇演出對日後華語歷史劇的發展有一定影響，業界評價其為「歷史劇女王」。
直至1990年4月移民加拿大，並在同年加入「華僑之聲」，1992年過渡到「溫哥華中文電台」，1997年留任易名後的「加拿大中文電台AM1470」，與江雪、楊虹擔任節目主持，一做就做了十多二十年。曾主持的節目包括《婦女新姿》、《下午茶TeaBreak》、《佳人有約》等。至今亦有客串節目當主持人。

### 久違的銀幕演出
2007年4月，應陳自強主動聯絡邀請，出演了成龍監製、張艾嘉導演的電影《一個好爸爸》，苗可秀在《一個好爸爸》中飾演天恩媽一角；演技廣獲好評，並獲得多個主要華語電影獎項的最佳女配角提名。
其後也應友人邀請拍攝了東華三院140周年紀念電影《東風破》及成人喜劇電影《低俗喜劇》

### 應邀參與無綫電視的台慶劇演出
2017年2月，應無綫電視監製劉家豪邀請她，以「自由身」加盟無綫電視，以綠葉演員身份拍攝無線電視50週年台慶劇《溏心風暴3》；這亦是其首部為無綫電視演出的台慶劇。2018年再度演出無綫電視兩部台慶劇《多功能老婆》及《解決師》。
自從在2018年幫助無綫電視拍攝台慶劇《多功能老婆》後，她就再沒有接拍過新的作品，留在加拿大過着悠閒生活。

## 個人生活
而說到苗可秀和李小龍的緣分非常特別，由於兩家人是世交，後續合作《精武門 (電影)》及《猛龍過江》等片，兩人有親密吻戲，因此傳出緋聞，但李小龍已婚又有小孩，苗可秀對這段感情態度曖昧，不承認也不否認。
後來苗可秀跟台灣演員柯俊雄因戲結緣，產生感情，但男方已與張美瑤結婚，雙方戀情維持一年多就結束，而她的下段緋聞，對象又是人夫，與「潘翁」潘志文假戲真做，戀情又傳了7年，照樣無疾而終，總結她在演藝圈的三段緋聞戀情，對象都是已婚人士。
多年後，苗可秀受訪時坦承，自己當過第三者，但強調自己沒有刻意接觸人夫，只能說一切都是命運安排；當年身邊親友知道她戀上已婚男，紛紛勸她快結束，不過她坦言，自己年輕時比較任性，單純認為在一起快樂就好，所以也沒要求男方離婚。而現在已經69歲的她，選擇繼續單身，對婚姻看很開，認為感情一切隨緣就好。

### 軼事
她最大的願望就是在往後的歲月里繼續演戲。而她的家人卻反對她演戲，希望她退出影圈，儘早的跟隨他們移居加拿大。顯然苗可秀沒有答應，而是選擇繼續演戲。

### 意外
拍攝武打或動作場面少不免受傷，苗可秀有一次在韓國拍戲時發生嚴重意外，最終要在臉龐縫上逾三十針，當時有擔憂面臨毀容危機。

## 電視劇

### 佳藝電視
| 年份   | 劇名         | 角色   |
| 1976年 | 《隋唐風雲》 | 張婕妤 |

### 麗的電視/亞洲電視
| 年份   | 劇名                         | 角色           |
| 1978年 | 《新大丈夫》第二十一集之師姐 | 特別客串 康妮  |
| 1979年 | 《奇女子》                   | 柳青青         |
| 1979年 | 《情人箭》                   | 蕭曼風         |
| 1979年 | 《天蠶變》                   | 獨孤鳳         |
| 1979年 | 《俠盜風流》                 | 高雅           |
| 1979年 | 《天龍訣》                   | 粉羅刈(獨孤鳳) |
| 1986年 | 《柔情點三八》               | 李海倫         |
| 1987年 | 《文學電視之寒夜單元》       | 曾樹生         |
| 1987年 | 《文學電視之雷雨單元》       | 周蘩漪         |
| 1987年 | 《啼笑因緣》                 | 關秀姑         |
| 1987年 | 《滿清十三皇朝之皇太極單元》 | 永福宮莊妃     |
| 1987年 | 《滿清十三皇朝之順治單元》   | 孝莊皇太后     |
| 1987年 | 《滿清十三皇朝之康熙單元》   | 孝莊太皇太后   |
| 1988年 | 《張保仔》                   | 石蘭           |
| 1988年 | 《歷代奇女子之呂后單元》     | 呂雉           |

### 無綫電視
| 年份   | 劇名           | 角色          |
| 1968年 | 《夢斷情天》   | 周文景的女友  |
| 2017年 | 《溏心風暴3》  | 特別演出 沈沝 |
| 2019年 | 《解決師》     | 蔣陳美霞      |
| 2019年 | 《多功能老婆》 | 特別演出 楊嬋 |

### 台灣頻道
| 年份   | 頻道 | 劇名         | 角色     |
| 1980年 | 台視 | 《盲女神龍》 | 慕容明月 |
| 1980年 | 台視 | 《大劇場》   | 羅香君   |
| 1980年 | 台視 | 《巨星劇場》 | 林如霜   |
| 1985年 | 華視 | 《社會檔案》 | 林玉秀   |
| 1985年 | 華視 | 《飛花逐月》 | 趙幽蘭   |

### 其他劇集
| 年份   | 頻道／製作       | 劇名                         | 角色       |
| 1983年 | 香港電台         | 《香港香港》第十一集之一家親 | 鳳英       |
| 2002年 | 影藝顧問有限公司 | 《雄心密令》                 | 客串 Dr.LU |
| 2003年 | 新傳媒電視       | 《天倫》                     |            |

## 電影
| 年份   | 片名                                                      | 角色                               |
| 1971年 | 《天龍八將》                                              | 江燕                               |
| 1971年 | 《鬼流星》另名：《神龍血掌》                              | 苗可（小猴子）                     |
| 1971年 | 《刀不留人》                                              | 何麗君                             |
| 1971年 | 《唐山大兄》                                              | 客串 賣糖水姑娘                    |
| 1972年 | 《精武門》                                                | 麗兒（小師妹）                     |
| 1972年 | 《金旋風》                                                | 丁紫鳳                             |
| 1972年 | 《猛龍過江》                                              | 陳清華                             |
| 1972年 | 《心蘭的故事》                                            | 心蘭                               |
| 1973年 | 《黑夜怪客》                                              | 甄甄                               |
| 1973年 | 《東京-ソウル-バンコック 実録麻薬地帯》中文譯名：《大追凶》 | パリンダ                           |
| 1974年 | 《黄飛鴻少林拳》                                          | 客串 香蘭                          |
| 1974年 | 《綽頭狀元》                                              | 林小燕                             |
| 1974年 | 《彩雲片片》                                              |                                    |
| 1975年 | 《醒目雙星香港淘金記》                                    | 葉紅                               |
| 1976年 | 《龍門秘指》另名：《龍拳精武指》                          | 羅米娜                             |
| 1976年 | 《靈魔》                                                  | 慕思成妻                           |
| 1976年 | 《外遇》                                                  |                                    |
| 1976年 | 《新精武門》另名：《精武拳》                              | 苗麗兒                             |
| 1977年 | 《楚留香》                                                | 宮南燕                             |
| 1977年 | 《絕不低頭》                                              | 波波                               |
| 1977年 | 《鐵拳小子》                                              | 小英                               |
| 1977年 | 《風雲人物》                                              |                                    |
| 1978年 | 《蛇鶴八步》                                              | 唐萍兒                             |
| 1978年 | 《過江龍獨闖虎穴》                                        |                                    |
| 1978年 | 《決鬥者的生命》                                          | 元鳳                               |
| 1979年 | 《夢中劍》                                                | 慈一春                             |
| 1979年 | 《神偷妙探手多多》                                        | 探長老婆                           |
| 1979年 | 《龍拳》                                                  | 莊夢蝶                             |
| 1979年 | 《手扣》另名：《手銬》                                    | 莫秋霞                             |
| 1979年 | 《護花鈴》                                                | 梅吟雪                             |
| 1980年 | 《釋迦牟尼》另名：《佛祖傳》                              | 耶輸陀羅                           |
| 1980年 | 《風流殘劍血無痕》                                        | 蕭姑娘                             |
| 1981年 | 《英雄對英雄》                                            | 花寡婦                             |
| 1981年 | 《玉劍飄香》                                              | 衣芙蓉                             |
| 1990年 | 《多倫多竹昇妹》                                          | 達芬妮母親                         |
| 1996年 | 《運財五福星》                                            | 客串 賭術大賽司儀                  |
| 2008年 | 《一個好爸爸》                                            | 李英（天恩媽）                     |
| 2010年 | 《東風破》                                                | 余並蒂（二花）                     |
| 2012年 | 《低俗喜劇》                                              | 特別演出 Ms.Cheung（杜小娟班主任） |
| 2016年 | 《失戀日》                                                | 燕姐（粥檔檔主）                   |
| 2016年 | 《放映愛》                                                | 客串 老年曉薇                      |
| 2017年 | 《毒。誡》                                                | 陳華母親                           |
| 2017年 | 《愛情奴隷獸》                                            |                                    |
| 2017年 | 《三十立》                                                | 客串 楊可母親                      |
| 2020年 | 《麥路人》                                                | 客串 黎鳳（奶奶）                  |

## 紀錄片
- 1973年：《李小龍的生與死》
- 1984年：《李小龍傳奇》
- 1990年：《靈魔大決鬥》
- 2000年：《李小龍：勇士的旅程》

## 電視節目主持
| 年份   | 頻道     | 節目         |
| 1978年 | 麗的電視 | 《花花世界》 |

## 廣播劇
| 年份   | 頻道           | 節目                          | 角色                                  |
| 2016年 | 香港電台數碼台 | 《光影5號》單元二《我不怕輸》 | 聲演 香港輪椅硬地滾球運動員何宛淇母親 |

## 舞台劇
| 年份   | 劇名                     | 角色 |
| 1985年 | 《閨房樂 Bedroom Farce》 |      |

## 製片
- 1982年：《涼茶•馬尾•飛機頭》

## 榮譽
| 年份   | 頒獎/機構                                            | 獎項                           | 結果 |
| 1972年 | 華僑晚報十大明星選舉                                 | 十大影劇明星                   | 獲獎 |
| 1973年 | 華僑晚報十大明星選舉                                 | 十大影劇明星                   | 獲獎 |
| 1978年 | 華僑晚報十大明星選舉                                 | 十大影劇明星                   | 獲獎 |
| 2005年 | 香港電台「百年夢工場之最觸動你心靈的演員及電影選舉」 | 我最喜愛的女演員（八十年代前） | 入圍 |

| 年份   | 頒獎典禮                   | 獎項                 | 作品           | 角色         | 結果           |
| ------ | -------------------------- | -------------------- | -------------- | ------------ | -------------- |
| 2008年 | 第45屆金馬獎               | 最佳女配角           | 《一個好爸爸》 | 李英(天恩媽) | 提名           |
| 2008年 | 第15屆香港電影評論學會大獎 | 最佳女演員           | 《一個好爸爸》 | 李英(天恩媽) | 入圍第三輪投票 |
| 2009年 | 第28屆香港電影金像獎       | 最佳女配角           | 《一個好爸爸》 | 李英(天恩媽) | 提名           |
| 2009年 | 第9屆華語電影傳媒大獎      | 最佳女配角           | 《一個好爸爸》 | 李英(天恩媽) | 最後三強       |
| 2010年 | 第17屆香港電影評論學會大獎 | 最佳女演員           | 《東風破》     | 余並蒂(二花) | 入圍第三輪投票 |
| 2011年 | 演藝動力大獎               | 電影組－最突出女演員 | 《東風破》     | 余並蒂(二花) | 最後五強       |
| 2012年 | 第2屆金考拉國際華語電影節  | 最佳女演員           | 《東風破》     | 余並蒂(二花) | 入圍           |

## 外部連結
- 苗可秀在香港影庫上的簡介
- 苗可秀在豆瓣上的资料（简体中文）
- 苗可秀在时光网上的簡介（简体中文）
- 友緣相聚 — 苗可秀 （上集 （页面存档备份，存于）、下集 （页面存档备份，存于））
- 中文電影資料庫：苗可秀 （页面存档备份，存于）